# Batman: Arkham Shadow
Batman: Arkham Shadow è un videogioco d'azione e avventura sviluppato da Camouflaj e pubblicato da Oculus Studios. È il secondo gioco di realtà virtuale della serie Batman: Arkham (dopo Batman: Arkham VR) e un sequel narrativo di Batman: Arkham Origins e Batman: Arkham Origins Blackgate (2013). Ambientato sei mesi dopo gli eventi di Origins, la storia del gioco segue un Batman più giovane e meno esperto, che tenta di impedire a un misterioso criminale chiamato il Re dei Ratti di distruggere Gotham City il 4 luglio, e descrive la sua transizione da vigilante violento e vendicativo a simbolo di speranza. Arkham Shadow è stato pubblicato per Meta Quest 3 e Meta Quest 3S il 21 ottobre 2024, con recensioni ampiamente positive.

## Sinossi

### Ambientazione e personaggi
Ambientato sei mesi dopo gli eventi di Batman: Arkham Origins e tre mesi dopo gli eventi di Batman: Arkham Origins Blackgate (2013), il gioco segue un Batman giovane ma sicuro di sé che deve impedire al Re dei Ratti di giustiziare funzionari pubblici come il procuratore distrettuale Harvey Dent e il commissario di polizia Jim Gordon) e scatenare il caos in Gotham City il quattro luglio. Gli alleati di Batman includono il suo fedele maggiordomo Alfred Pennyworth, la filantropa Leslie Thompkins, il business manager della Wayne Enterprises Lucius Fox e la figlia di Gordon, Barbara.
Il gioco si svolge principalmente all'interno del penitenziario di Blackgate, gestito dal dottor Jonathan Crane, dalla dottoressa Harleen Quinzel e dal capo della sicurezza della TYGER Lyle Bolton. Tra i prigionieri ci sono il boss del crimine Carmine Falcone, il Joker, Joe Chill, Ratcatcher, Killer Croc, Arnold Wesker, Ferris Boyle, Tigre di Bronzo, Maschera Nera, Deadshot, Firefly, Bane e Deathstroke.
Un certo numero di personaggi secondari, tra cui Boone Carver / Shrike, Vicki Vale, Andrea Beaumont, Thomas Wayne, Martha Wayne, Selina Kyle, Vic Sage, Pinguino, Sal Maroni, Nel gioco compaiono anche Jack Ryder, Anarky e Gray Ghost.

### Trama
Nel Giorno dell'Indipendenza, un movimento guidato dal Re dei Ratti cerca di distruggere Gotham. Batman salva diversi agenti di polizia dall'essere tenuti in ostaggio dai topi nelle fogne, anche se uno degli agenti di polizia muore. Batman scopre anche che il Re dei Ratti sta pianificando un attacco soprannominato il "Giorno dell'Ira". Al quartier generale del GCPD, Batman incontra il commissario Jim Gordon e il procuratore distrettuale Harvey Dent per discutere del Re dei Ratti. Dopo che Dent se ne va, un cecchino tenta di sparare a Gordon e viene inseguito da Batman. Batman identifica il tiratore come Shrike e scopre che stava progettando di mostrare la propaganda del Re dei Ratti al Monarch Theatre. Shrike tenta di uccidere Dent, ma viene sconfitto e si suicida. Con gran parte del pubblico che crede che abbia ucciso Shrike, Batman assume l'identità di Matches Malone per infiltrarsi nel penitenziario di Blackgate e scoprire l'identità del Re dei Ratti.
A Blackgate, Malone scopre che la sicurezza della prigione è gestita dalla ditta militare privata TYGER guidata da Lyle Bolton, che ha un disprezzo per i criminali e spesso maltratta i prigionieri. Per diversi giorni, Malone si mescola con gli altri detenuti durante il giorno mentre si trasforma in Batman per indagare durante la notte. Malone incontra Takeo Yamashiro, che interroga Malone e lo porta a incontrare il boss del crimine Carmine Falcone. Malone frequenta anche sessioni di terapia con Jonathan Crane e Harleen Quinzel, durante le quali Quinzel diventa sospettosa di Crane.
Malone deduce che Falcone potrebbe avere informazioni sul Re dei Ratti e tenta senza successo di rintracciarlo. Il giorno dopo, Bolton batte Falcone di fronte ai prigionieri e sfida uno di loro a difendere Falcone. Malone sconfigge Bolton, ma viene messo in isolamento accanto al Joker, che lo riconosce come Batman. Dopo essere stato rilasciato da Falcone, Malone assiste ai litigi tra Quinzel e Crane e indaga su quest'ultimo. Dopo aver salvato Quinzel da TYGER, Batman scopre che Crane ha sperimentato sui suoi pazienti l'uso di allucinogeni.
Al ritorno nella sua cella come Malone, Malone viene violentemente trascinato in una stanza degli interrogatori dove Gordon e Dent stanno aspettando. Rivelano a Malone che Yamashiro è scomparso e che il suo vero nome era Chris Nakano, un agente di polizia sotto copertura. Gordon e Dent affermano che il corpo di Nakano è scomparso e credono che Malone lo abbia ucciso mentre Malone protesta la sua innocenza. All'udienza del giorno seguente, Crane tenta di drogare Malone con la tossina della paura, ma lui la butta via, facendola schizzare sul volto di Dent. Credendo che Malone lo abbia attaccato intenzionalmente, Dent giura vendetta mentre viene ricoverato in ospedale.
Riportato a Blackgate, Malone viene messo in una camera a gas da Bolton, che ha deciso di ucciderlo usando l'attacco a Dent come pretesto. Fugge con l'aiuto dei Ratti, che credono che Malone sia il Re dei Ratti. Batman sale a bordo di una nave con molti detenuti in attesa nelle celle, tra cui Nakano, e scopre che il Giorno dell'Ira è un attacco al GCPD e che il Re dei Ratti è una personalità alternativa di Dent. Dopo che la nave si schianta contro l'edificio del GCPD, Batman trova Dent che tiene sotto tiro Joe Chill, uno dei detenuti con cui ha stretto amicizia come Malone. Dent rivela che Joe è l'assassino dei genitori di Bruce Wayne e tenta di giustiziarlo, ma Batman lo ferma smascherandosi come Bruce. Mentre Chill se ne va dopo essersi scusato, Dent fatica a elaborare la rivelazione della doppia vita del suo amico e tenta di saltare giù dall'edificio, ma viene salvato da Bruce.
In seguito, si presume che Malone sia il Re dei Ratti e che sia ancora in libertà, mentre Leslie Thompkins cura Dent per il suo disturbo dissociativo dell'identità. Anche se Dent non ha apparentemente alcun ricordo delle sue azioni come il Re dei Ratti, inclusa la rivelazione dell'identità di Batman, la personalità alternativa dice a Bruce che "questo è l'inizio di noi". Durante i titoli di coda, Thompkins informa Bruce di aver trovato un ex topo di cui aveva chiesto informazioni, e suggerisce a Bruce di fargli visita.
In una scena post credit, qualche tempo dopo che Chill torna a Blackgate di sua spontanea volontà e Bolton viene interrogato e licenziato dalla sua posizione a Blackgate, insieme a tutto TYGER, per i loro violenti abusi sui prigionieri insieme all'assistenza ai Ratti, Bruce arriva al vecchio appartamento di Shrike per aiutare Dick Grayson, l'ex Topo di cui parlava Leslie, che finisce di fare le valigie mentre lo adotta come suo pupillo. Mentre se ne vanno, Dick piange la perdita di Shrike, ma ammette che non poteva essere salvato. Tuttavia, Bruce gli assicura che tutti possono essere salvati, cosa su cui Dick è d'accordo.

## Modalità di gioco
Batman: Arkham Shadow è un videogioco d'azione e avventura giocato da una prospettiva in prima persona. Nel gioco, il giocatore assume il controllo di Batman, che deve impedire a un nuovo cattivo chiamato il Re dei Ratti di scatenare il caos a Gotham City. Il combattimento ritmico e fluido dei precedenti giochi di Arkham ritorna in Shadow, permettendo a Batman di attaccare, stordire e contrattaccare. La combinazione di queste tre abilità principali può far sì che Batman attacchi mentre si muove tra i nemici ed eviti di essere attaccato lui stesso. Anche le sezioni dei predatori stealth sono tornate. Batman può attivare Detective Vision per identificare le posizioni e i modelli di pattuglia di tutti i nemici in un'area, e tattiche furtive come abbattimenti silenziosi, abbattimenti invertiti e nascondersi nelle grate possono essere utilizzate contro i nemici armati. Ha anche un grande arsenale di strumenti, come fumogeni e batarang per aiutare il combattimento.
La struttura del gioco è simile a Batman: Arkham Asylum (2009), in cui Batman esplora una serie di spazi ampi ma ristretti. Batman può planare dall'alto usando il suo mantello e usare il suo rampino per arrampicarsi su sporgenze più alte. Man mano che i giocatori avanzano, ottengono nuovi gadget e strumenti, che consentono loro di raggiungere aree precedentemente inaccessibili.

## Sviluppo
Camouflaj, lo sviluppatore di Iron Man VR (2020), ha guidato lo sviluppo del gioco. Dopo l'uscita di Iron Man VR nel 2020, Meta Platforms si è rivolta a Camouflaj per lo sviluppo di un nuovo progetto con un budget maggiore e una portata più ampia. Camouflaj ha quindi iniziato a proporre un gioco di Batman a Warner Bros. e DC Comics per sei mesi, convincendoli a dare il via libera al progetto dopo aver mostrato due prototipi di gameplay che dimostravano il combattimento e la trasversalità del gioco. Lo sviluppo del gioco è durato circa quattro anni. Anche diversi dipendenti di Rocksteady Studios, il creatore originale del franchise, si sono uniti allo studio per assistere il team. Camouflaj ha definito Arkham Shadow come il loro gioco più grande fino ad oggi, con una lunghezza complessiva compresa tra quella di Iron Man VR e Arkham Asylum.
La squadra ha scelto il Re dei Ratti come cattivo perché voleva un antagonista con cui i fan del franchise non avevano familiarità. Il team voleva sfruttare l'opportunità di creare una storia originale senza essere vincolato dagli eventi della serie Arkham. Il personaggio è separato da Ratcatcher, anche se il team ha affermato che giocherà un ruolo importante nel gioco. Ispirato da Half-Life: Alyx (2020), il team si è sforzato di garantire che la transizione tra il gameplay e i filmati fosse senza interruzioni. Imparando dal feedback dei giocatori per Iron Man VR, il team ha dedicato del tempo a garantire che gli incontri di combattimento avessero un ritmo migliore in modo che i giocatori non si affaticassero facilmente. Per il combattimento, il team ha cercato di ricreare il sistema di combattimento fluido dei precedenti giochi di Batman implementando controlli basati sui gesti, prendendo ispirazione da Beat Saber (2018) e Superhot VR (2016). L'Arkham Asylum è stato anche un'importante fonte di ispirazione per la squadra, influenzando la struttura, il combattimento e la portata generale di Shadow.
Ryan Payton, fondatore e capo dello studio di Camouflaj, è stato interrogato su un sequel di Batman: Arkham Shadow in un'intervista. La sua risposta è stata: "Speriamo di rendere davvero facile la decisione per la leadership di Meta e della Warner Brothers di darci una pacca sulle spalle per fare un sequel... ci piacerebbe molto farlo". Anche se non è confermato, è probabile.
Arkham Shadow è stato annunciato ufficialmente nel maggio 2024. L'editore Oculus Studios ha pubblicato il gioco per Meta Quest 3 e Meta Quest 3S nell'ottobre 2024 e sarà incluso gratuitamente con i nuovi acquisti di cuffie fino al 30 aprile 2025.

## Accoglienza
Batman: Arkham Shadow ha ricevuto recensioni "generalmente favorevoli", secondo l'aggregatore di recensioni Metacritic.
Dan Stapleton di IGN ha valutato il gioco con un punteggio di 8 su 10, elogiando la traduzione del franchise di Arkham in un formato VR. Stapleton ha preso nota del sistema di combattimento del gioco e delle sue differenze rispetto a quello dei principali giochi di Arkham. Lo ha descritto come "sorprendentemente buono" e "interessante", anche se ha criticato le sezioni stealth per i loro controlli, così come i bug del gioco e i combattimenti con i boss, citando la maggior parte di essi come "non memorabili". Ha elogiato la fedeltà del gioco, etichettandolo come "il gioco esclusivo [Meta] Quest più bello a cui abbia mai giocato".

### Riconoscimenti
| Anno | Premi                       | Categoria                                        | Risultati | Fonte         |
| ---- | --------------------------- | ------------------------------------------------ | --------- | ------------- |
| 2024 | The Game Awards 2024        | Best AR/VR Game                                  | Vinto     | [ 17 ]        |
| 2025 | New York Game Awards 2024   | Coney Island Dreamland Award for Best AR/VR Game | Vinto     | [ 18 ]        |
| 2025 | 28th Annual D.I.C.E. Awards | Action Game of the Year                          | Nominato  | [ 19 ] [ 20 ] |
| 2025 | 28th Annual D.I.C.E. Awards | Immersive Reality Game of the Year               | Vinto     | [ 19 ] [ 20 ] |
| 2025 | 28th Annual D.I.C.E. Awards | Immersive Reality Technical Achievement          | Nominato  | [ 19 ] [ 20 ] |
| 2025 | 28th Annual D.I.C.E. Awards | Outstanding Technical Achievement                | Nominato  | [ 19 ] [ 20 ] |